# Арнотт, Уолтер
Уолтер Арнотт (англ. Walter Arnott; 12 мая 1861, Глазго, Шотландия — 18 мая 1931, там же) — шотландский футболист, защитник, наиболее известный по выступлениям за клуб «Куинз Парк» и национальную сборную Шотландии. Один из лучших шотландских игроков Викторианской эпохи.

## Карьера
Первыми клубами в карьере Уолтера были «Матильда», «Эшфилд» и «Поллокшилдс Атлетик». В 1882 году он присоединился к «Куинз Парк». Дебют защитника состоялся 11 сентября того же года в матче кубка Шотландии против клуба «Тисл» (предшественника «Инвернесс Каледониан Тисл»). В составе «пауков» Уолтер провёл одиннадцать сезонов, четырежды выиграв кубок Шотландии, и трижды — кубок Милосердия. Он неоднократно принимал участие в матчах других команд в качестве гостевого игрока. В 1895 году, на закате своей карьеры, защитник провёл по одной игре за «Селтик» (в чемпионате Шотландии против «Терд Ланарк») и английский «Ноттс Каунти». 
Уолтер впервые был вызван в национальную сборную Шотландии в 1883 году: 11 марта он принял участие в игре со сборной Уэльса. Всего защитник провёл четырнадцать встреч за национальную команду, десять из которых были со сборной Англии.

## Статистика выступлений за сборную Шотландии
| Матчи и голы Арнотта за сборную Шотландии | Матчи и голы Арнотта за сборную Шотландии | Матчи и голы Арнотта за сборную Шотландии | Матчи и голы Арнотта за сборную Шотландии | Матчи и голы Арнотта за сборную Шотландии | Матчи и голы Арнотта за сборную Шотландии |
| №                                         | Дата                                      | Оппонент                                  | Счёт                                      | Голы Арнотта                              | Соревнование                              |
| ----------------------------------------- | ----------------------------------------- | ----------------------------------------- | ----------------------------------------- | ----------------------------------------- | ----------------------------------------- |
| 1                                         | 11 марта 1883                             | Уэльс                                     | 3:0                                       | -                                         | Товарищеский матч                         |
| 2                                         | 25 января 1884                            | Северная Ирландия                         | 5:0                                       | -                                         | Товарищеский матч                         |
| 3                                         | 14 марта 1884                             | Англия                                    | 1:0                                       | -                                         | Товарищеский матч                         |
| 4                                         | 20 марта 1885                             | Англия                                    | 1:1                                       | -                                         | Товарищеский матч                         |
| 5                                         | 22 марта 1885                             | Уэльс                                     | 8:1                                       | -                                         | Товарищеский матч                         |
| 6                                         | 26 марта 1886                             | Англия                                    | 1:1                                       | -                                         | Товарищеский матч                         |
| 7                                         | 18 марта 1887                             | Англия                                    | 3:2                                       | -                                         | Товарищеский матч                         |
| 8                                         | 20 марта 1887                             | Уэльс                                     | 2:0                                       | -                                         | Товарищеский матч                         |
| 9                                         | 16 марта 1888                             | Англия                                    | 0:5                                       | -                                         | Товарищеский матч                         |
| 10                                        | 12 апреля 1889                            | Англия                                    | 3:2                                       | -                                         | Товарищеский матч                         |
| 11                                        | 4 апреля 1890                             | Англия                                    | 1:1                                       | -                                         | Товарищеский матч                         |
| 12                                        | 3 апреля 1891                             | Англия                                    | 1:2                                       | -                                         | Товарищеский матч                         |
| 13                                        | 1 апреля 1892                             | Англия                                    | 1:4                                       | -                                         | Товарищеский матч                         |
| 14                                        | 31 марта 1893                             | Англия                                    | 2:5                                       | -                                         | Товарищеский матч                         |

Итого: 14 матчей / 0 голов; 7 побед, 3 ничьи, 4 поражения.

## Достижения

### Командные
«Куинз Парк»
- Обладатель кубка Шотландии (4): 1882, 1884, 1886, 1893
- Обладатель кубка Милосердия (3): 1883, 1884, 1885

 «Линфилд»
- Обладатель кубка Северной Ирландии (1): 1891